# 平田剛士
平田剛士（ひらた つよし、1964年―　）は、ルポライター。
広島市生まれ。北海道大学大学院工学研究科中退後、北海タイムス記者を経て1991年からフリーランス。環境問題を中心に取材活動を続け、『週刊金曜日』『北海道新聞』『faura』などに寄稿。

## 著書
- 『北海道ワイルドライフ・リポート 野生動物との共存をめざして』平凡社　1995
- 『エイリアン・スピーシーズ 在来生態系を脅かす移入種たち』緑風出版　1999　セレクテッド・ドキュメンタリー
- 『ルポ・日本の生物多様性 保全と再生に挑む人びと』地人書館　2003
- 『そしてウンコは空のかなたへ 廃棄物を追え!』金曜日　2004
- 『なぜイノシシは増え、コウノトリは減ったのか』2007　平凡社新書
- 『人生が見張られている! ルポ・「孤独権」侵害の時代』現代書館　2010
- 『名前で読み解く　日本いきもの小百科』平凡社新書、2012

## 共著
- 『エゾシカは森の幸 人・森・シカの共生』近藤誠司監修 大泰司紀之共著　北海道新聞社　2011